# Antocha hyperlata
Antocha hyperlata är en tvåvingeart som beskrevs av Alexander 1968. Antocha hyperlata ingår i släktet Antocha och familjen småharkrankar. Inga underarter finns listade i Catalogue of Life.